# Bulbostylis vestita
Bulbostylis vestita är en halvgräsart som först beskrevs av Carl Sigismund Kunth, och fick sitt nu gällande namn av Charles Baron Clarke. Bulbostylis vestita ingår i släktet Bulbostylis och familjen halvgräs. Inga underarter finns listade i Catalogue of Life.